# Inkatyrann
Inkatyrann (Leptopogon taczanowskii) är en fågel i familjen tyranner inom ordningen tättingar.

## Utseende
Inkatyrannen är en rätt liten tyrann med subtila färger och diffust grå ansiktsteckning. Karakteristiskt är varmt beigeorange anstrykning på bröstet och svaga orangefärgade vingband. Varmare orange färger och avsaknad av grått i hjässan eller distinkt ansiktsteckning skiljer den från liknande skifferkronad tyrann som den ersätter på högre höjd.

## Utbredning och systematik
Fågeln förekommer i Andernas östsluttning i Peru (Amazonas till Cusco). Den behandlas som monotypisk, det vill säga att den inte delas in i några underarter.

### Familjetillhörighet
Arten placeras traditionellt i familjen tyranner. DNA-studier visar dock att Tyrannidae består av fem klader som skildes åt redan under oligocen, pekar på att de skildes åt redan under oligocen, varför vissa auktoriteter behandlar dem som egna familjer. Inkatyrann med släktingar placeras då i Pipromorphidae.

## Levnadsätt
Inkatyrannen hittas i bergs- och molnskogar, i skogarnas mellersta skikt där den ses sitta relativt upprätt. Den födosöker enstaka eller i par, ibland som en del av kringvandrande artblandade flockar. Den har en ovanlig vana att snabbt resa en vinge i taget bakom ryggen.

## Status och hot
Arten har ett stort utbredningsområde, men tros minska i antal, dock inte tillräckligt kraftigt för att den ska betraktas som hotad. Internationella naturvårdsunionen IUCN listar arten som livskraftig (LC). Beståndet uppskattas till i storleksordningen 20 000 till 50 000 vuxna individer.